# الخضراء (عسير)
الخضراء قرية سعودية، تقع شمال مدينة النماص، وتبعد عن مدينة النماص والتي تعتبر المركز الرئيسي في المنطقة حوال ثلاثة عشر كيلو متر تقريباً وتبعد عن مركز السرح الذي يعتبر المركز الثاني في المنطقة حوالي ستة كيلو مترات وتقع الخضراء على سلسلة جبال السروات.